# Prohimerta
Prohimerta is een geslacht van rechtvleugeligen uit de familie sabelsprinkhanen (Tettigoniidae). De wetenschappelijke naam van dit geslacht is voor het eerst geldig gepubliceerd in 1922 door Hebard.

## Soorten
Het geslacht Prohimerta omvat de volgende soorten:
- Prohimerta choui Kang & Yang, 1989
- Prohimerta dispar Bey-Bienko, 1951
- Prohimerta fujianensis Gorochov & Kang, 2002
- Prohimerta guizhouensis Gorochov & Kang, 2002
- Prohimerta hubeiensis Gorochov & Kang, 2002
- Prohimerta laocai Gorochov, 2010
- Prohimerta sichuanensis Gorochov & Kang, 2002
- Prohimerta vieta Gorochov, 2003
- Prohimerta yunnanea Bey-Bienko, 1962
- Prohimerta annamensis Hebard, 1922
- Prohimerta maculosa Krausze, 1903